# Carex morrowii
Espèce
Classification phylogénétique
Carex morrowii est une espèce de plantes du genre Carex et de la famille des Cyperaceae.

## Liste des variétés
Selon World Checklist of Selected Plant Families (WCSP) (21 mars 2012) et Catalogue of Life (21 mars 2012) :
- variété Carex morrowii var. laxa Ohwi, Mem. Coll. Sci. Kyoto Imp. Univ., Ser. B (1930)
- variété Carex morrowii var. morrowii
- variété Carex morrowii var. temnolepis (Franch.) Ohwi (1933)